# 产业工会联合会
产业工会联合会（英語：Congress of Industrial Organizations），简称产联（CIO），成立于1936年11月9日，是美国的工会组织之一。根据其宗旨，该联合会的成立是为了敦促美国劳工联合会（AFL）将大规模生产工业的工人按照产业工会的形式组织起来。而产业工会联合会曾尝试在美国劳工联合会内部改变其政策，但失败了。1936年9月10日，美国劳工联合会宣布开除10个加入产业工会联合会的工会组织（在之前的一年中又加入了两个）。1938年，这些工会正式组成产业工会联合会，同美国劳工联合会对抗。1955年，产业工会联合会与美国劳工联合会合并为美国劳工联合会和产业工会联合会。
产业工会联合会知名人物：约翰·L·刘易斯。